# Kort lycka
Kort lycka (engelska: Griffin and Phoenix: A Love Story) är en amerikansk långfilm från 1976 i regi av Daryl Duke, med Peter Falk, Jill Clayburgh, John Lehne och Dorothy Tristan i rollerna. I Sverige är filmen utgiven på VHS.

## Handling
Griffin har fått diagnosen dödlig cancer. I stället för att vänta in döden, beslutar han för att göra så mycket som möjligt av livet under den tid han har kvar.

## Rollista
| Peter Falk      | – Geoffrey Griffin |
| Jill Clayburgh  | – Sarah Phoenix    |
| John Lehne      | – George Griffin   |
| Dorothy Tristan | – Jean Griffin     |
| Ben Hammer      | – Dr. Feinberg     |
| George Chandler | – Äldre man        |
| Milton Parsons  | – Professor        |
| Irwin Charone   | – Dr. Thompson     |
| John Harkins    | – Dr. Glenn        |
| Randy Faustino  | – Randy Griffin    |
| Stephen Rogers  | – Bob Griffin      |